# Centro Cultural Universitario Víctor Manuel Ballesteros
El Centro Cultural Universitario Víctor Manuel Ballesteros es un centro cultural, localizado en el centro histórico de Pachuca de Soto, estado de Hidalgo, México. Este centro cultural es dependiente de la Universidad Autónoma del Estado de Hidalgo.

## Historia
El inmueble donde se encuentra es una casa tradicional de Pachuca de finales del siglo XIX y principios del XX. Finalmente la casa es adquirida por la UAEH, y el 1 de julio de 1993 se inaugura el centro cultural.

## Arquitectura
Se encuentran ubicado en la calle Morelos, en el Centro histórico de Pachuca de Soto; con una superficie de 437.06 m². Esta edificación guarda sus gruesos muros y algunas de sus techumbres originales. Su patio central sirve de gran vestíbulo para las demás aulas, desde el sótano hasta el segundo nivel.

## Oferta cultural
En este centro se imparten las clases de la Prepa 1, 3 y 4, donde toman las clases de artes visuales. Se imparten los talleres que la dirección de promoción cultural oferta como parte del programa Formarte; además se encuentra la galería de arte contemporáneo; también es sede del programa Madurarte que brinda atención al adulto mayor. Los grupos representativos de la UAEH realizan ensayos en las instalaciones. Se imparten talleres al público general de música (canto, guitarra clásica, saxofón, teclado electrónico, violín, violonchelo o flauta), artes visuales (dibujo y pintura para niños), teatro, literatura, arte textil (bordados mexicanos), entre otros.